# Johan Andersen
Johan Frederik Kobberup Andersen, född 24 januari 1920 i Århus, död 7 maj 2003 i Struer, var en dansk kanotist.
Andersen blev olympisk silvermedaljör i K-1 1000 meter vid sommarspelen 1948 i London.